# Poradnik Językowy
Poradnik Językowy – jedno z najstarszych czasopism językoznawczych w Polsce, miesięcznik. Rocznie ukazuje się 10 zeszytów. W czasopiśmie publikowane są prace z zakresu językoznawstwa polonistycznego, slawistycznego i ogólnego, a także glottodydaktyki i logopedii.

## Historia
Założycielem, wydawcą i wieloletnim redaktorem pisma był Roman Zawiliński. Czasopismo powstało w 1901 r. w Krakowie, jego celem było propagowanie wiedzy o języku polskim. W latach 1913–1914 „Poradnik Językowy” stał się działem nowo założonego czasopisma „Język Polski”, które w 1916 ukazało się pod tytułem „Język Polski i Poradnik Językowy”. Od 1919 r. Zawiliński wznawia tytuł „Poradnik Językowy” (jako serię B, traktując roczniki z lat 1901–1916  jako serię A). W roku 1932 czasopismo zostało przeniesione do Warszawy, stając się organem Towarzystwa Poprawności Języka Polskiego, od 1934 Towarzystwa Krzewienia Poprawności i Kultury Języka, w latach 1948–1952 Komisji Językowej Towarzystwa Naukowego Warszawskiego, 1952–1969  Redakcji Słownika Języka Polskiego (1952–1969), od z. 5 z 1972 r. Towarzystwa Kultury Języka.
Redaktorzy naczelni:
Roman Zawiliński (do roku 1931),
Kazimierz Król (1932),
Witold Doroszewski (1932–1938/1939, 1948–1977),
Mieczysław Szymczak (1977–1985),
Danuta Buttler (1986–1990),
Halina Satkiewicz (1991–2008),
Stanisław Dubisz (2008–2022)
Wanda Decyk-Zięba (2022–)